# 華倫氏豆丁海馬
華倫氏豆丁海馬（學名：Hippocampus waleananus），又名瓦里岛矮海马，為輻鰭魚綱棘背魚目海龍科海馬屬的其中一種，分布於印尼蘇拉威西中部海域，棲息深度5-20公尺，體長可達1.8公分，棲息在礁沙混合區海域，屬肉食性，以小型甲殼類為食，卵胎生。海馬於2009年首度被描述，與軟珊瑚相關連，以其發現地印尼的瓦里島而命名。